# Cleitamia insignis
Cleitamia insignis är en tvåvingeart som beskrevs av de Meijere 1913. Cleitamia insignis ingår i släktet Cleitamia och familjen bredmunsflugor. Inga underarter finns listade i Catalogue of Life.